# استیو گروزویچ
استیو گروزویچ (انگلیسی: Steve Ogrizovic؛ زادهٔ ۱۲ سپتامبر ۱۹۵۷) بازیکن فوتبال، و بازیکن کریکت اهل بریتانیا است.
از باشگاه‌هایی که در آن بازی کرده‌است می‌توان به باشگاه فوتبال لیورپول، باشگاه فوتبال چسترفیلد، باشگاه فوتبال کاونتری سیتی، و باشگاه فوتبال شروزبری تاون اشاره کرد.